# Jeremy Fox
Pour les articles homonymes, voir Fox.
Jeremy Robert Fox, aussi connu sous le nom de Jim Fox (né le 19 septembre 1941 à Pewsey et mort le 28 avril 2023), est un pentathlonien britannique. Il participe aux Jeux olympiques d'été de 1976 où il remporte la médaille d'or par équipe.

## Palmarès

### Jeux olympiques
- Jeux olympiques de 1976 à Montréal,  Canada
  -  Médaille d'or dans l'épreuve par équipe[2].